# Класни сукоб
Класни сукоб (често означаван и као класни рат или класна борба) је тензија или антагонизам који постоји у друштву, због супротстављених друштвено-економских интереса и жеља међу људима различитих класа.
Класни конфликт може задобити многе облике: директно насиље, као што су ратови који су се водили за ресурсе и јефтину радну снагу; индиректно насиље, као што је сиромаштво, умирање од глади, болести или небезбедних услова рада; принуде, као што су опасност од губитка посла или повлачења важних инвестиција, или идеологије, било намерно (као са књигама и чланцима који промовишу капитализам) или ненамерно (као са промоцијом конзумеризма путем оглашавања).
Поред тога, могући су и учестали и политички обрасци класног конфликта као што је случај са легалним или илегалним лобирањем или подмићивањем државних лидера за пролаз пожељног законодавства, укључујући законе о раду, пореске законе, кодексе потрошача, акције конгреса или друге санкције, забране. Сукоб може бити отворен, као што је блокада која за циљ има уништавање синдиката, или сакривен, као што је случај са неформалним успоравањем производње као видом протеста против ниских плата или нефер радне праксе.

## Термин
У прошлости термин, класни сукоб, углавном су користили социјалисти, који дефинишу класу с обзиром на њен однос према средствима за производњу — као што су фабрике, земљиште и механизација. Са ове тачке гледишта, социјална контрола производње и радне снаге је такмичење између класа, а подела ових средстава нужно подразумева сукоб и наноси штету. (Маркс, 1848) Међутим, у данашње време овај термин задобија нове дефиниције у савременим капиталистичким друштвима.
Марксисти тврде да класни сукоб игра кључну улогу у историји, на класи базираних хијерархијских система, као што су капитализам и феудализам Марксисти се односе према манифестацијама ових сукоба као према класном рату, револуционарној борби која према њима неопходна и неизбежна за радничку класу под плутократским капиталистичким системом.

## Класни сукоб и тип друштва

### Пред-капиталистичка друштва
Где год су друштва подељена на основу статуса, богатства, односно контроле друштвене производње и дистрибуције, неизбежно настаје конфликт. Овакви сукоби кроз историју задобијали су сасвим специфичне облике. Током средњовековног периода сукоб је изазивало инсистирање на праву господара да контролишу приступ млиновима и пекарским пећима, или рецимо, чувени римски конфликт између плебејаца и патриција. Једна од најранијих анализа ових сукоба била је она Фридриха Енгелса у књизи Немачки сељачки рат. Док је једна од најранијих анализа развоја класе кроз развој сукоба између класа у настанку, Кропоткиново дело Узајамна помоћ. У овом раду, Кропоткин анализира одлагање робе после смрти у предкласним или ловачко-скупљачким друштвима и установљује да наследство производи ране класне поделе и сукобе.

### Капиталистичка друштва
Типичан пример класног сукоба јесте сукоб између класа унутар капитализма. Овај облик класног конфликта јавља се историјски између буржоазије и пролетаријата и добија форму сукоба око броја сати рада, вредности и висина плата, трошкова робе широке потрошње, културе на послу, контроле над парламентом или бирократијом и економске неједнакости. Посебно спровођење владиних програма који се могу чинити посебно хуманитарним, као што су помоћ у случајевима катастрофе, заправо могу бити варијанта класног сукоба.
Иако је Томас Џеферсон (1743—1826) водио САД као председник од 1801. до 1809. и сматра се једним од Очева оснивача, умро је са огромним износима дуговања. Што се тиче интеракција између друштвених класа, он је написао,
Уверен сам да  друштва  попут индијанског које живе без власти, уживају бесконачно већи степен среће од оних који живе под европским владама. Међу првима, јавно мњење је место закона и моралног ограничења које делује јако попут било каквог закона. Ови други, под изговором владања поделили су своје народе у две класе, у вукове и овце. Не претерујем. То је права слика Европе. Цените дакле дух нашег народа и држите живом њихову пажњу. Немојте бити превише озбиљни према њиховим грешкама, већ их исправите кроз просветљење. Једном када постану непажљиви према јавним пословима, ви и ја, и Конгрес и скупштина, судије и гувернери, сви ћемо  постати вукови. Чини се да је то општи закон наше природе, и поред појединачних изузетака, а искуство нас учи да је човек једина животиња која прождире своју врсту, јер ја не могу употребити  блажи израз у опису влада Европе и општег плена који од сиромашних праве богати.
Макс Вебер (1864—1920) је сагласан са основним идејама Карла Маркса о економији која изазива класни конфликт, али тврди да сукоб класа може такође потицати и из престижа и моћи. Он наводи да престиж резултује различитим статусним груписањима. Овај престиж је заснован на друштвеном статусу нечијих родитеља. Престиж је приписана вредност и најчешће се не може променити. Вебер сматра да разлике у количини моћи доводе до формирања политичких странака. Вебер се не слаже са Марксом када је реч о формирању класа. Док Маркс сматра да су групе сличне због свог економског статуса, Вебер тврди да се класе у великој мери формирају по основи друштвеног статуса.

### Совјетски Савез и слична социјалистичка друштва
Многобројни претежно марксистички и анархистички мислиоци тврде да класни сукоб постоји и у друштвима совјетског типа. У њиховој аргументацији као класа описује се бирократски слој формиран од стране владајуће политичке странке (познат као номенклатура у Совјетском Савезу) — понекад називан и „нова класа“ — са циљем да контролише средства за производњу. Ова владајућа класа налази се отуда у супротности са остатком друштва, који генерално чини пролетаријат. Ова врста система се назива од стране његових противника државним капитализмом, државним социјализмом, бирократским колективизмом или новим класним друштвом.

## Теоријске перспективе

### Марксистичке перспективе
Карл Маркс (1818—1883) био је немачки филозоф који је живео већину свог одраслог живота у Лондону, Енглеска. У Манифесту комунистичке партије, Карл Маркс је тврдио да је класа формирана када њени чланови остваре класну свест и солидарност Ово се у великој мери дешава када припадници једне класе постану свесни њихове експлоатације и сукоба са другом класом. Класа ће тада схватити своје заједничке интересе и заједнички идентитет. Према Марксу, класа ће предузети мере против оних који врше експлоатацију ниже класе.
Дакле, Марксистичка анализа друштва идентификује две главне друштвене групе:
1. Пролетаријат или радници - обухвата свакога ко зарађује за живот продајући своју радну снагу односно прима плату за свој утрошени рад. Они немају другог избора него да раде за капитал, обично јер немају независни начин да преживе.
2. Капиталисти (буржоазија) обухвата свакога ко добија своје приходе не од рада колико из вишка вредности које потичу од радника који стварају богатство. Приход капиталиста се, дакле, заснива на њиховој експлоатацији радника (пролетаријата).

Није свака класна борба насилна или нужно радикална, као што је случај са штрајковима и блокадама. Класни антагонизам може, уместо тога, да буде изражен и као низак радни морал, мање саботаже, ситне крађе и злоупотребе радничког ситног ауторитета. Такође може бити изражен у већем обиму кроз подршку социјалистичким или народњачким партијама. На страни послодаваца, лобирање за антисиндикалне законе представља један од од могућих и неретко коришћених видова класне борбе.
Такође, није свака класна борба претња за капитализам, или чак за ауторитет индивидуалног капиталисте. Ограничена борба за веће плате малог сектора радничке класе, што се често назива „економизам“, тешко да озбиљније угрожава статус кво. У ствари, применом занатско-синдикалне тактике искључивања других радника из стручних удружења може чак ослабити радничку класу као целину, изазивајући у њој поделу.
Класна борба постаје важнија у историјском процесу, јер постаје општија, како расте радничка класа свест, и како се они самоорганизују одвојено од политичких странака. Маркс назива ово напретком пролетаријата од тога да буде класа „по себи“, позиција у друштвеној структури, ка томе да постане „за себе“, активна и свесна сила која може да промени свет.
Маркс се у великој мери фокусира на капиталистичка индустријска друштва као на кључни извор друштвеног раслојавања, који на крају доводи до класног сукоба. Он наводи да капитализам ствара поделу између класа које се у великој мери могу видети у фабрикама за производњу. Пролетаријат је одвојен од буржоазије, јер производња постаје друштвено предузеће. Допринос њиховог раздвајања је технологија која је у фабрикама. Технологија смањује ниво потребне квалификованости радне снаге и отуђује раднике јер они више не поседују специјализоване вештине. Други ефекат технологије је хомогена радна снага која може бити лако заменљива. Маркс је веровао да ће класна борба довести до обарања буржоазије и да ће приватна својина постати комунално власништво. Начин производње ће остати, али ће комунално власништво елиминисати класни сукоб.
Чак и после револуције, две класе ће се борити, али на крају борба ће опадати и класе ће се распасти. Кад границе класа ишчезну, државни апарат ће увенути. Према Марксу, основни задатак једног државног апарата је да подржи моћ владајуће класе, али без икаквих класа не би било потребе за државу. То би довело до бескласног, бездржавног комунистичког друштва.

### Немарксистичке перспективе
Један од првих писаца који је коментарисао класну борбу у модерном смислу те речи био је француски револуционар Франсоа Боасел. Други коментатори класне борбе су Анри де Сен Симон, Огстен Тијери, Франсоа Гизо, Франсоа-Огист Миње и Луј Адолф Тјер. Физиократе, Дејвид Рикардо, и после Маркса, Хенри Џорџ су приметили нееластичну понуду земље и тврдили да то ствара одређене привилегије (економску ренту) за земљопоседнике. Према историчару Арнолду Џ. Тојнбију, раслојавање дуж класних линија јавља се само унутар цивилизација, и штавише се појављује само током процеса пропадања цивилизације, а не карактерише фазу раста цивилизације.
Социјални коментатори, историчари и социјалистички теоретичари су коментарисали класну борбу још у време пре Маркса, као и везу између класне борбе, имовине и права: Аугустин Тијери, Франсоа Гизо, Франсоа-Август Миње и Адолф Тијер. Физиократе Давид Рикардо и после Маркса, Хенри Џорџ приметили су нееластична снабдевање земље и тврдили да је то створило одређене привилегије (економска рента) за власнике земљишта. Према историчару Арнолду Тојнбију, стратификација дуж линије класе се појављује само у оквиру цивилизације, и даље се појављује само у процесу опадања једне цивилизације, а не карактерише фазу раста цивилизације.
Фашисти су се често супротстављали класној борби, али су они прилазили овом проблему на нешто другачији начин покушавајући да апелују на радничку класу, уз обећану заштиту постојећих друштвених класа, предлагавши алтернативни концепт познат као класна сарадња.